# Pierre Berger (homme politique)
Pour les articles homonymes, voir Berger (homonymie) et Pierre Berger.
Pierre Berger est un homme politique français né le 27 octobre 1873 à Vendôme (Loir-et-Cher) et mort le 15 septembre 1932 à Vendôme

## Biographie
Avocat à Paris en 1897, il entre dans la magistrature en 1902, comme procureur de la République à Blois. En 1898, il est conseiller général du canton de Selommes. Il est député de Loir-et-Cher de 1906 à 1910, inscrit au groupe de la Gauche radicale. Battu en 1910, il réintègre la magistrature et devient procureur à Beauvais. Il retrouve son siège de député de 1914 à 1920. Il est sénateur de Loir-et-Cher de 1920 à 1932. En 1925, il est vice-président de la commission de l'armée.

## Sources
- « Pierre Berger (homme politique) », dans le Dictionnaire des parlementaires français (1889-1940), sous la direction de Jean Jolly, PUF, 1960 [détail de l’édition]